# آزماستون، داربی‌شر دیلز
آزماستون (به انگلیسی: Osmaston) یک روستا و محله مدنی در بریتانیا است که در Derbyshire Dales واقع شده‌است. آزماستون ۱۴۰ نفر جمعیت دارد.